# Phallodrilus tenuissimus
Phallodrilus tenuissimus är en ringmaskart. Phallodrilus tenuissimus ingår i släktet Phallodrilus och familjen glattmaskar. Inga underarter finns listade i Catalogue of Life.